# Trichopelma baracoense
Espèce
Trichopelma baracoense est une espèce d'araignées mygalomorphes de la famille des Theraphosidae.

## Distribution
Cette espèce est endémique de la province de Guantánamo à Cuba,. Elle se rencontre vers Maisí et Baracoa.

## Description
Le mâle holotype mesure 11,40 mm et la femelle paratype 19,43 mm.

## Systématique et taxinomie
Cette espèce a été décrite par Ríos-Tamayo en 2024.

## Étymologie
Son nom d'espèce, composé de baraco[a] et du suffixe latin -ense, « qui vit dans, qui habite », lui a été donné en référence au lieu de sa découverte, Baracoa.

## Publication originale
- Ríos-Tamayo, 2024 : « Taxonomy and phylogeny of the genus Trichopelma Simon, 1888 (Araneae: Theraphosidae: Trichopelmatinae) in Cuba, with the descriptions of seven new species and a new species of Thalerommata Ausserer, 1875. » Journal of Insect Biodiversity and Systematics, vol. 10, no 2, p. 347-399 (texte intégral).